# Parque nacional Springbrook
El parque nacional Springbrook es un parque nacional en Queensland (Australia), ubicado a 78 km al sur de Brisbane. Forma parte de los Bosques húmedos Gondwana de Australia, sitio clasificado por la Unesco como Patrimonio de la Humanidad. En diciembre de 1994 el Comité para el Patrimonio de la Humanidad de la UNESCO extendió oficialmente el área de las reservas para cubrir las montañas, con lo que se incluyeron los parques nacionales Cadena Principal, Monte Barney, Lamington, Springbrook, así como la Reserva Forestal Goomburra y las selvas tropicales de Nueva Gales del Sur.
En todas las secciones del parque (meseta Springbrook, puente natural y los Cougals) se puede hacer pícnic, estudiar la naturaleza y disfrutar la amplia variedad de caminatas en un ambiente natural y de gran belleza. La sección de la meseta de Springbrook tiene muchos puntos donde las vistas son espectaculares.
La parte montañosa se formó por la explosión de un antiguo volcán, el Monte Warning. En el parque se encuentran tres reservas ubicadas en la meseta y sus alrededores. La sección del Monte Cougal al este y el puente natural al oeste. El parque nacional preserva una selva tropical de eucaliptos cerca de las cabeceras de los ríos y arroyos a lo largo de la Costa Dorada.
A una altitud de 900 m s. n. m., la meseta de Springbrook es bastante fría aun durante el verano. El área tiene un promedio de pluviosidad de 3000 mm de agua al año, la mayor parte entre diciembre y marzo. La sección del puente natural recibe la mayor parte los 2500 mm anuales en los meses más cálidos del verano.

## Galería

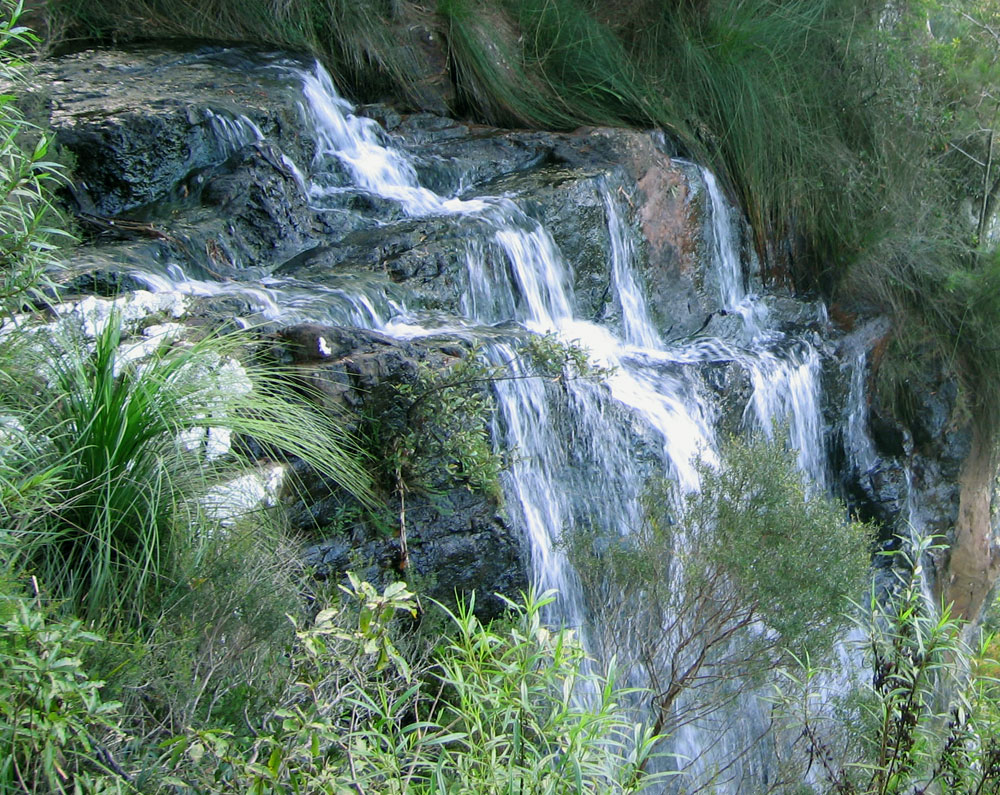
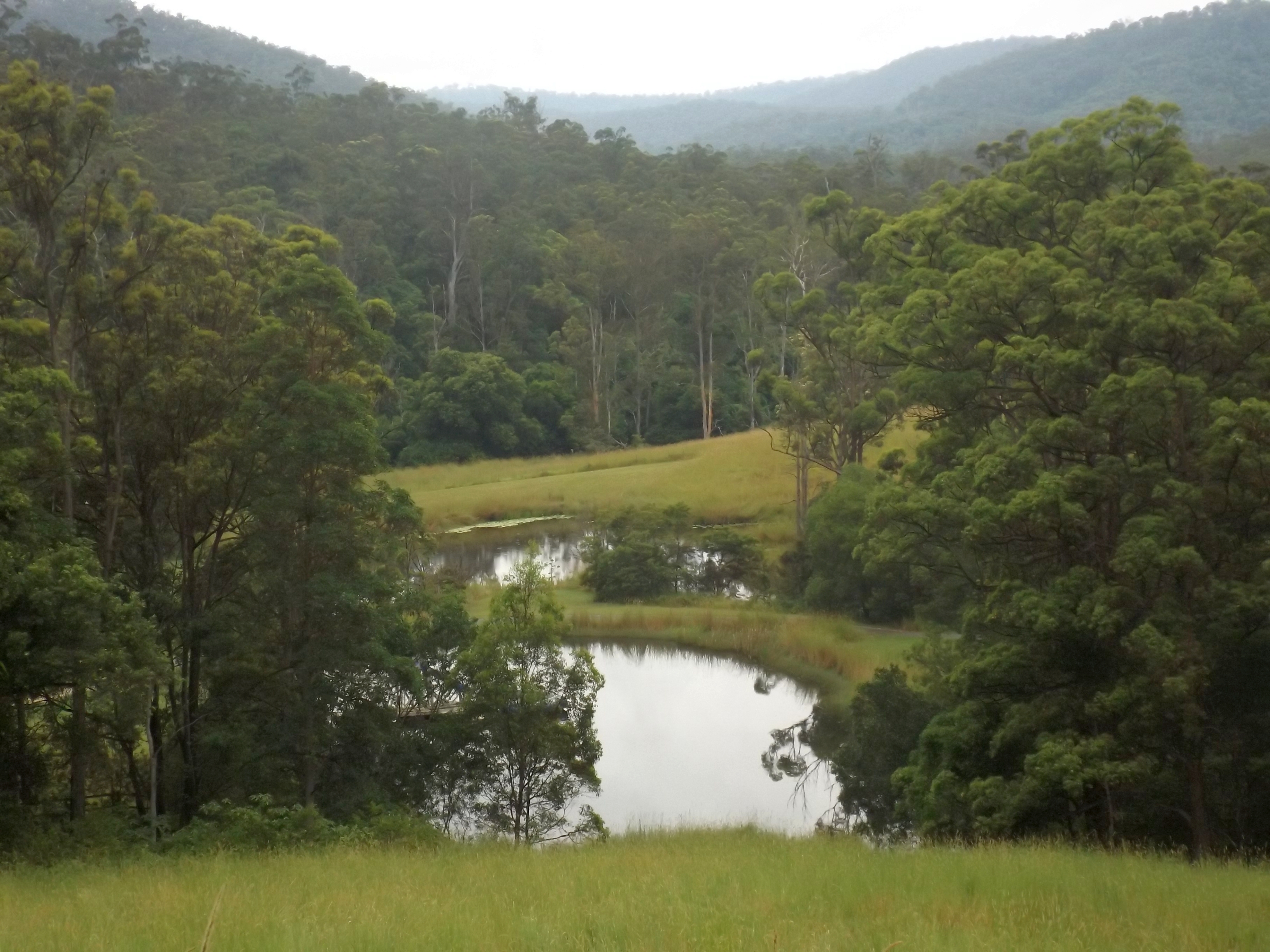
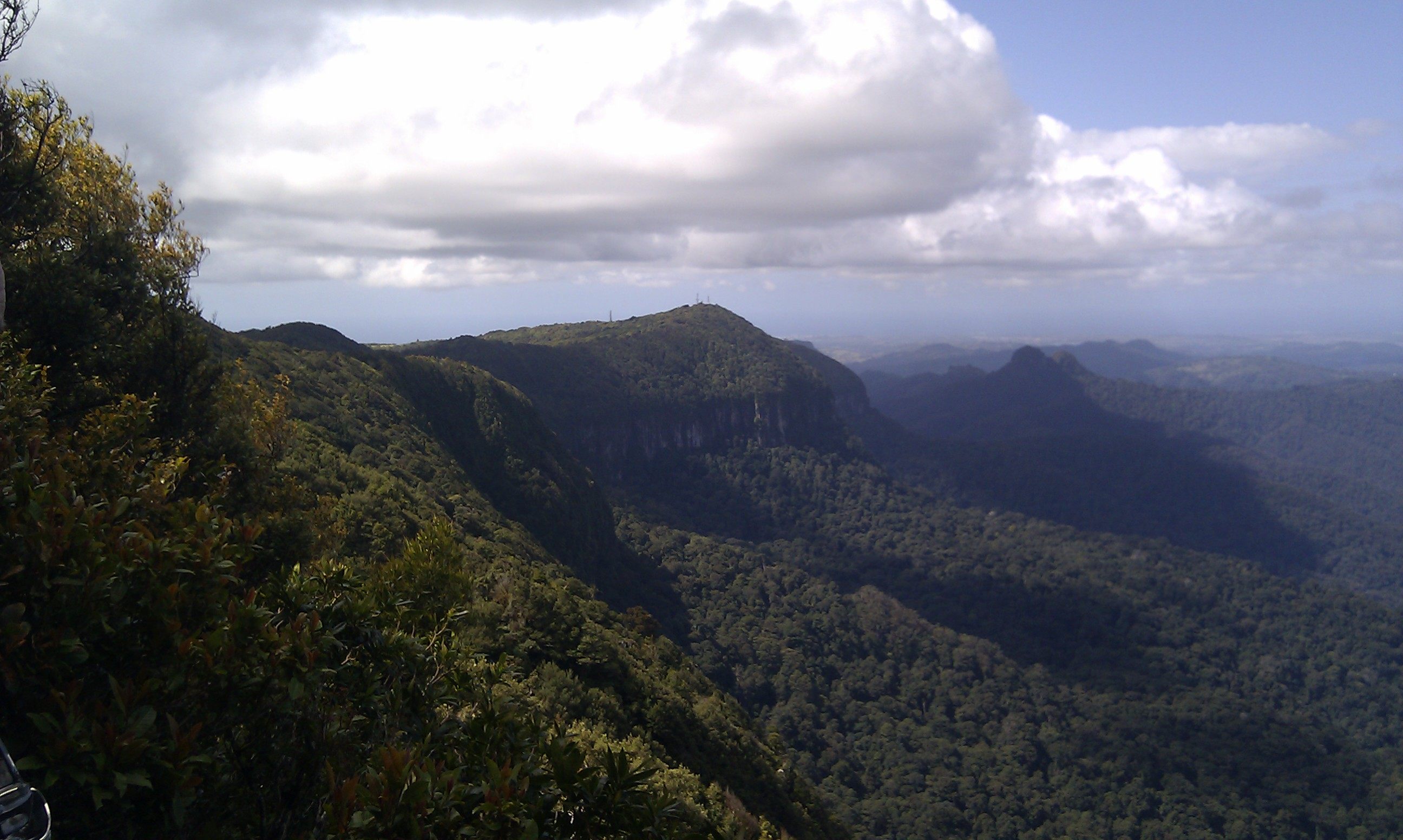
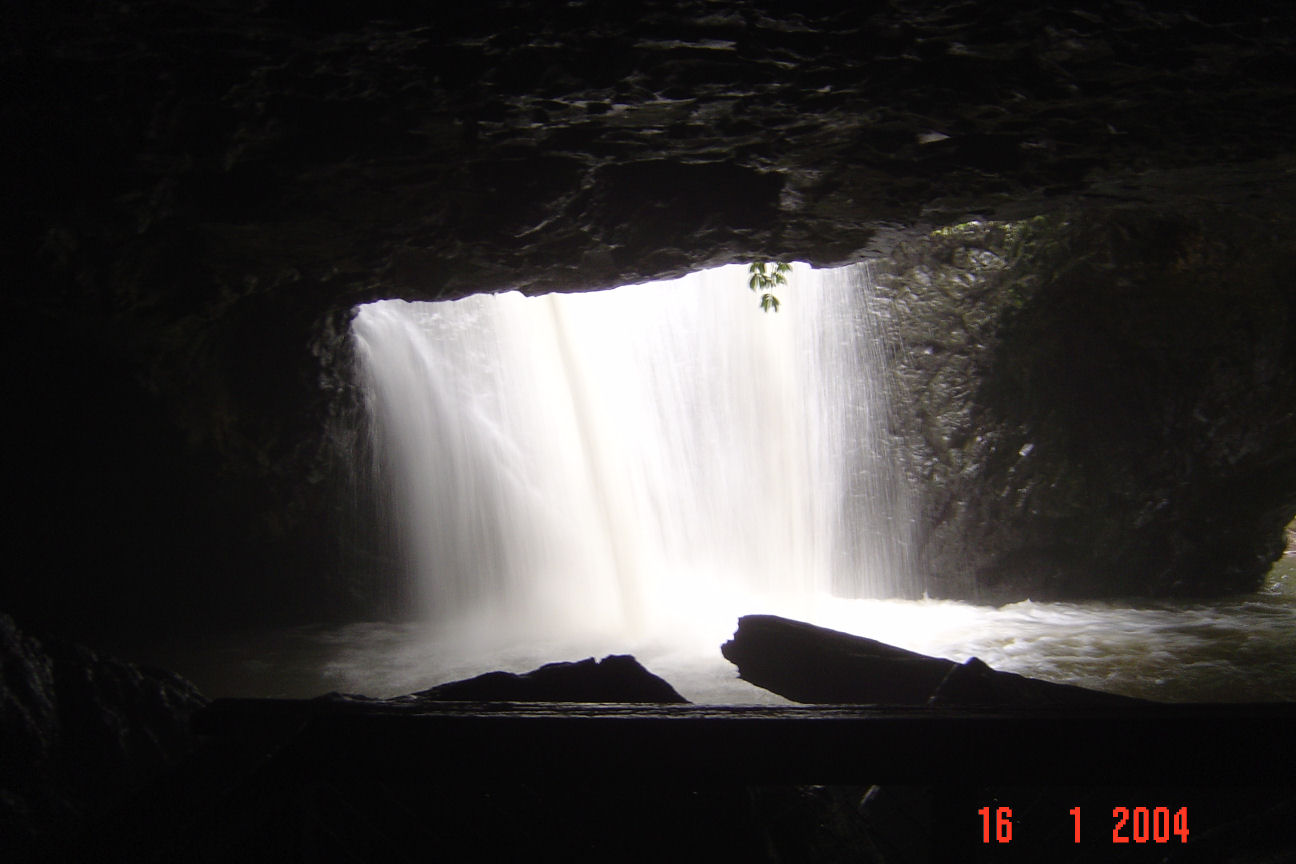
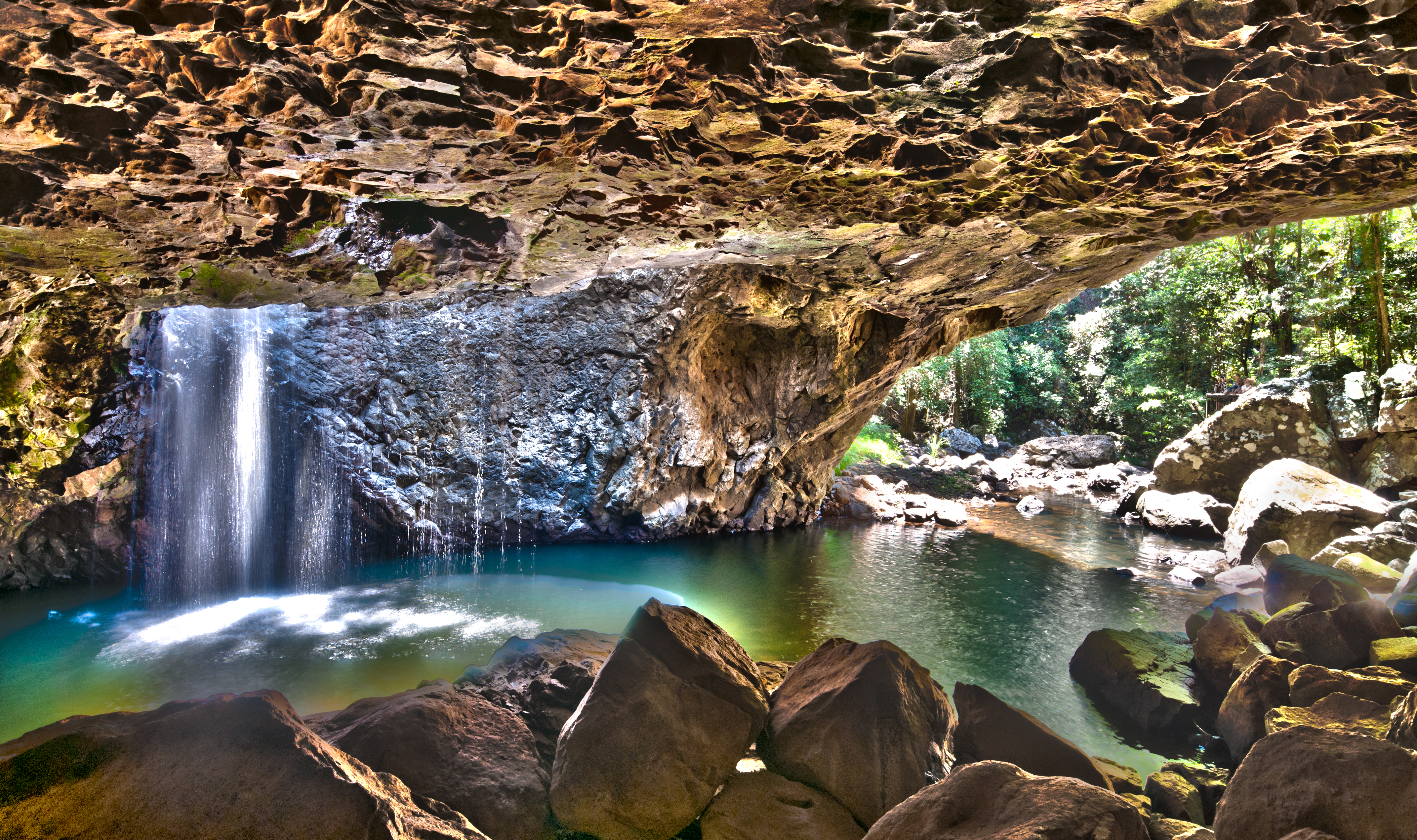
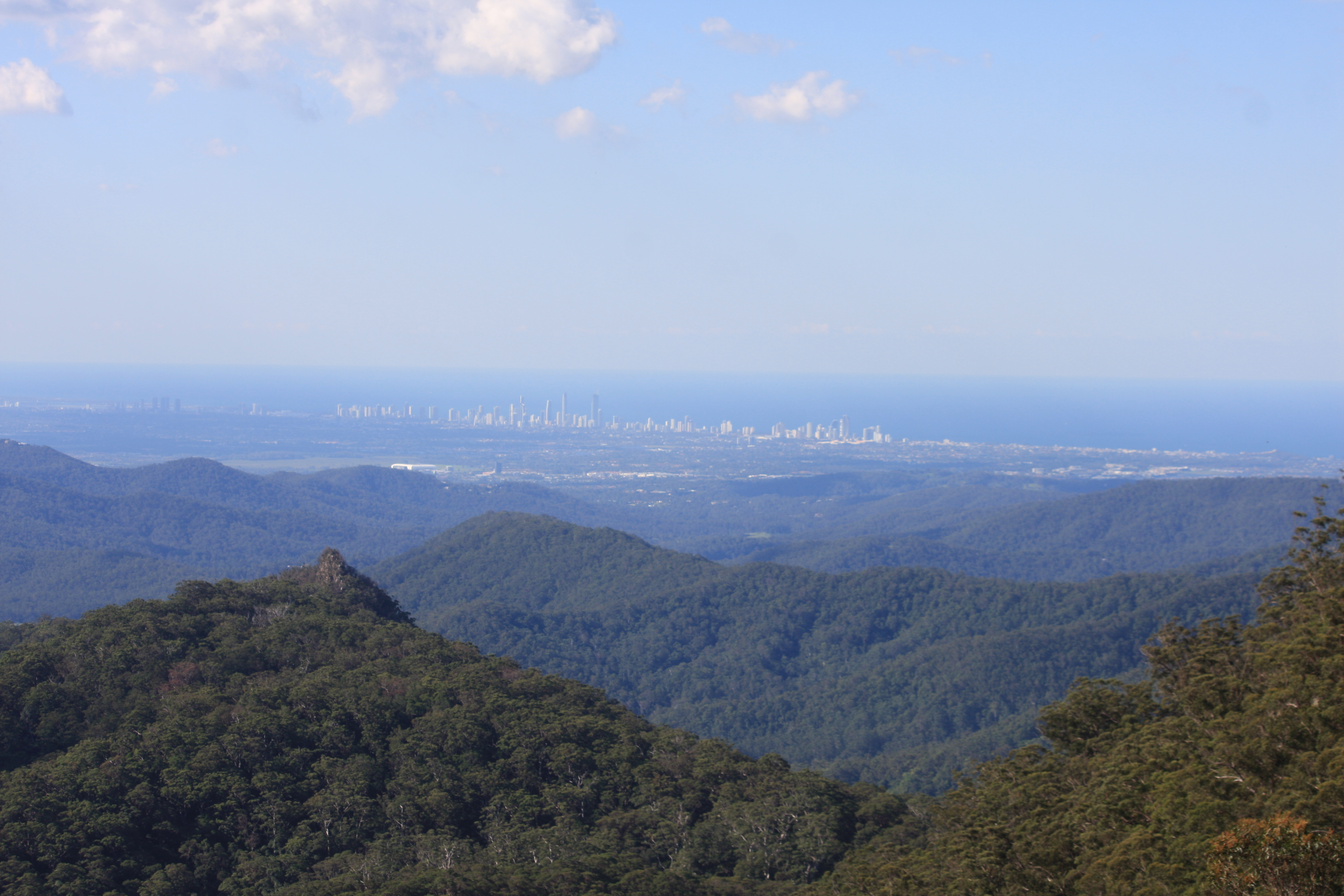